# Кара-Джыгач (Базар-Коргонский район)
Кара-Джыгач (кирг. Кара-Жыгач) — село в Базар-Коргонском районе Джалал-Абадской области Кыргызстана. Входит в состав Кенешского айылного аймака.

## География
Село расположено в юго-восточной части области, на берегах реки Кара-Булак (правый приток реки Кара-Ункюр), на расстоянии приблизительно 15 километров (по прямой) к северо-востоку от города Базар-Коргон, административного центра района. Абсолютная высота — 939 метров над уровнем моря.

## Население
Согласно оценочным данным Национального статистического комитета Кыргызской Республики, численность населения села на начало 2023 года составляла 1997 человек.
| год     | 2009 | 2014 | 2015 | 2020 | 2021 | 2023 |
| ------- | ---- | ---- | ---- | ---- | ---- | ---- |
| человек | 1040 | 1256 | 1417 | 1840 | 1867 | 1997 |